# IBE
IBE, artiestennaam van Ibe Wuyts (Genk, 12 januari 2002), is een Belgische zanger. Hij werd in 2019 bekend door het winnen van het zesde seizoen van The Voice van Vlaanderen, waar hij in het team zat van Koen Wauters. In mei 2019 bracht Ibe zijn debuutsingle Table of Fools uit, die de top 15 haalde van de Ultratop 50. Bij de afrekening van Studio Brussel kwam zijn debuutsingle voor 2 weken lang op nummer 1. De zanger stond in 2019 ook op Rock Werchter en in 2022 op Pukkelpop. Op 28 oktober 2019 stond hij  2 keer voor een uitverkochte club in de AB (Brussel).

## Discografie

### Singles
| Single met hitnotering(en) in de Vlaamse Ultratop 50 | Datum van verschijnen | Datum van binnenkomst | Hoogste positie | Aantal weken | Opmerkingen                        |
| ---------------------------------------------------- | --------------------- | --------------------- | --------------- | ------------ | ---------------------------------- |
| Table Of Fools                                       | 31-05-2019            | 08-06-2019            | 12              | 17           | Nr. 10 in de Radio 2 Top 30 / Goud |
| Control                                              | 09-10-2019            | 26-10-2019            | 41              | 5            |                                    |
| Perfect Storm                                        | 06-02-2020            | 22-02-2020            | 14              | 18           | Nr. 8 in de Radio 2 Top 30         |
| Dark Maze                                            | 19-06-2020            | 27-06-2020            | 35              | 9*           |                                    |